# Chiesa della Conversione di San Paolo (Breda di Piave)
La chiesa della Conversione di San Paolo, o anche solo chiesa di San Paolo, è la parrocchiale di Breda di Piave, in provincia e diocesi di Treviso; fa parte del vicariato di Spresiano.

## Storia
L'originaria chiesa bredese, situata nei pressi di un castello, fu costruita verso il IX secolo dai monaci benedettini; questo edificio era dotato del battistero e di tre altari, mentre il campanile venne in seguito ricavato riutilizzando una torre del suddetto castello.
Il vescovo di Treviso Federico Cornaro nel 1592 dispose che il portico fosse demolito e l'altare del Sacramento ampliato.
Nel 1648 vennero realizzati due altari laterali; la chiesa fu ingrandita tra il 1665 e il 1668 e in quell'occasione si installò l'orologio sul campanile.

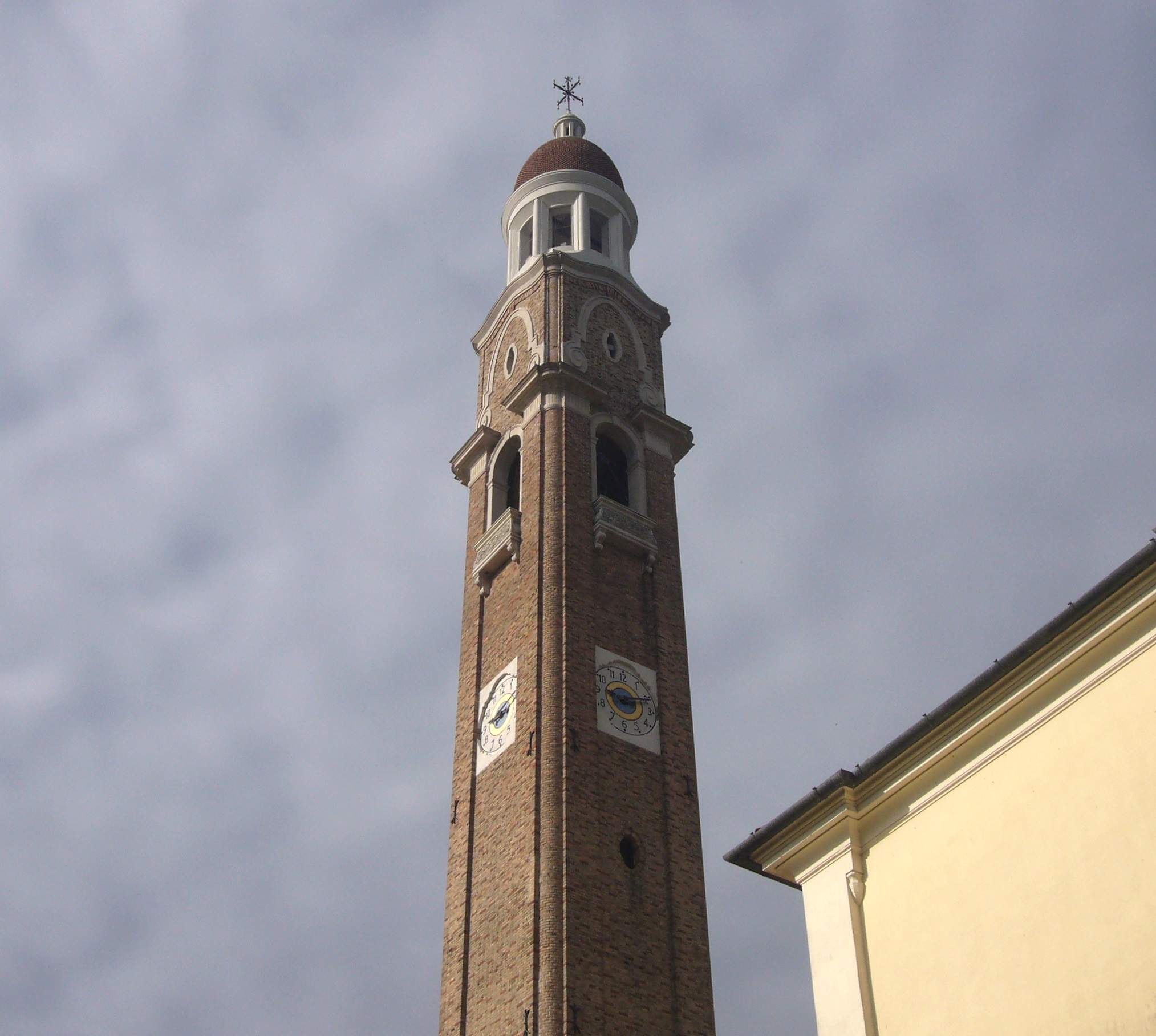
Il campanile

La parrocchiale venne restaurata tra 1768 e il 1771; si provvide ad abbellire la navata centrale e a dotare le due laterali di altrettanti altari.
Nel 1875 iniziarono i lavori di rifacimento della chiesa; l'edificio, disegnato da Giulio Olivi con l'ausilio degli ingegneri Liberali e Coletti, venne ultimato nell'autunno di due anni dopo.
L'organo fu interessato tra il 1880 e il 1911 da due interventi di restauro, condotti dalla ditta padovana Pugina e dai fratelli Zordan di Vicenza.
La prima pietra del nuovo campanile venne posta il 28 agosto 1927; la torre, progettata da Luigi Candiani, fu terminata nel 1931.
Nel 1933 il pittore Luigi Salvadoretti realizzò le decorazioni dell'interno, che vennero tuttavia ricoperte di intonaco nel 1954; la chiesa fu poi consacrata nel 1977.

## Descrizione

### Esterno
La facciata a salienti della chiesa, che guarda a ponente, presenta al centro un corpo maggiore, caratterizzato dal portale maggiore e dalle raffigurazioni dei santi Giovanni e Paolo e tripartito da quattro lesene corinzie, poggianti su un alto basamento e sorreggenti il fregio e il frontone triangolare, mentre le due ali laterali sono scandite da due paraste e coronate da due semitimpani.
Annesso alla parrocchiale è l'antico e tozzo campanile, mentre la nuova torre sorge discosta di alcuni metri; quest'ultima presenta una monofora per lato ed è coronata dalla copertura a cipolla, sormontata dalla lanterna e poggiate sul tamburo circolare, che presenta delle finestre.

### Interno

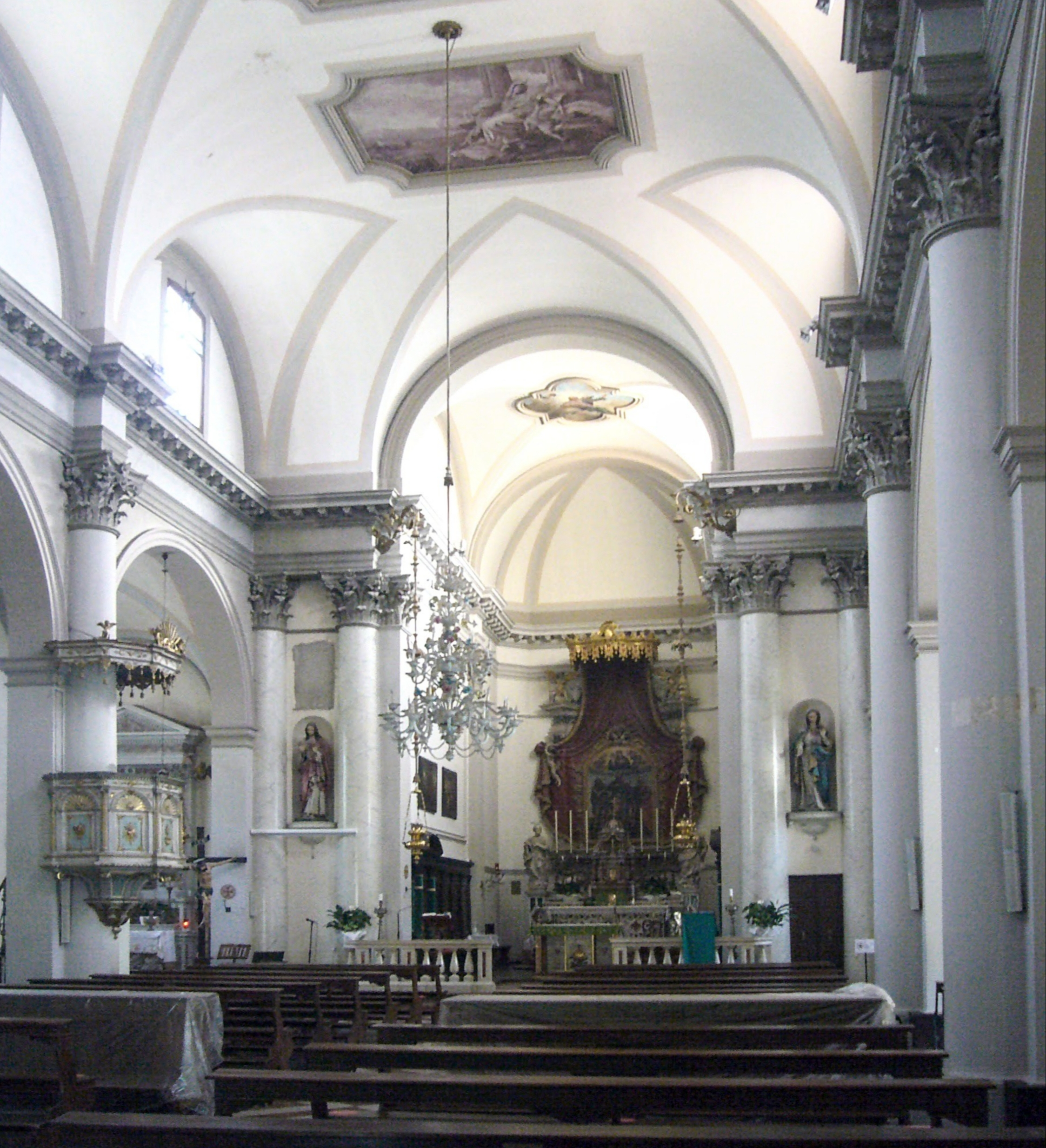
L'interno

L'interno dell'edificio è suddiviso in tre navate da pilastri, abbelliti da semicolonne e sorreggenti archi a tutto sesto, sovrastati dalla cornice sopra cui si imposta la volta; al termine dell'aula si sviluppa il presbiterio, chiuso dall'abside.
Qui sono conservate diverse opere di pregio, tra le quali le due tele che ritraggono il Sacrificio di Abramo e il sogno di Giuseppe, l'acquasantiera del 1569, la pala dell'altare maggiore raffigurante la Madonna col Bambino tra gli angeli con i Santi Pietro, Paolo e Giovanni Apostoli, eseguita nel 1564 da Giovanni Pietro Meloni e successivamente modificata nel XIX secolo, l'altare dei Santi Antonio da Padova, Giuseppe, Giovanni Evangelista, Valentino, Francesco e Liberale, costruito da Pietro Longo, il pulpito ligneo, proveniente dalla chiesa bresciana di Santa Croce, gli stalli del coro, risalenti al Settecento, l'organo, il cui costruttore è Gaetano Callido, e il grande affresco del soffitto con soggetto la Conversione di San Paolo, dipinto da Antonio Beni.